# Rhammatocerus gregarius
Rhammatocerus gregarius är en insektsart som först beskrevs av Henri Saussure 1861.  Rhammatocerus gregarius ingår i släktet Rhammatocerus och familjen gräshoppor. Inga underarter finns listade i Catalogue of Life.